# Sakba
Sakba (arab. سقبا) – miasto w Syrii, w muhafazie Damaszek. W 2004 roku liczyło 25 696 mieszkańców.